# Nancy Grace

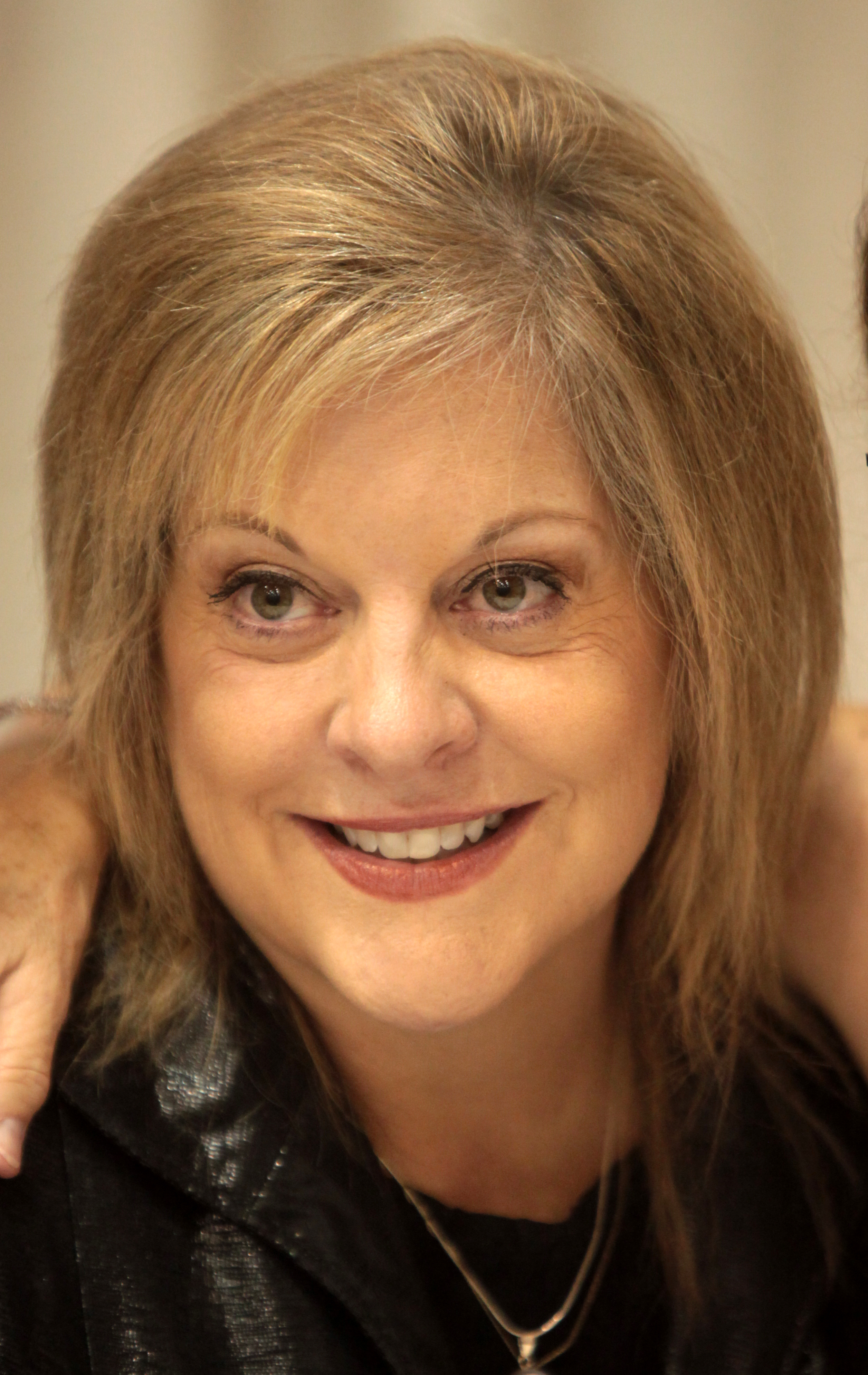
Nancy Grace

Nancy Grace (* 23. Oktober 1959 in Macon (Georgia)) ist eine US-amerikanische Fernsehjournalistin und -moderatorin, die sich vorwiegend mit aktuellen Rechtsthemen und Justizfällen befasst.

## Leben und Wirken
Als sie 19 Jahre alt war, wurde ihr Verlobter ermordet. Dieses Ereignis veranlasste Nancy Grace, Jura zu studieren und Staatsanwältin zu werden.
Nach ihrem Schulabschluss 1977 studierte sie an der Valdosta State University und an der Mercer University, wo sie ihren Bachelor und einen Juris Doctor erhielt. Anschließend absolvierte sie das Ll.M.-Programm der New York University.
Nancy Grace arbeitete für die Federal Trade Commission und lehrte an der Georgia State University. Fast ein Jahrzehnt lang war sie im Strafrechtssachen tätig als Mitarbeiterin des Distrikt-Staatsanwaltes im Fulton County (Georgia). In dieser Zeit machte der Oberste Gerichtshof des Staates Georgia zwei kritische Anmerkungen zu Nancy Graces Vorgehensweise als Anklägerin.
Als ihr Vorgesetzter sich nicht zur Wiederwahl stellte, verließ auch Nancy Grace die Behörde des Distrikt-Staatsanwaltes und begann eine Fernseh-Karriere im Sender Court TV neben Johnnie Cochran. Als dieser die Sendung verließ, erhielt Nancy Grace ihre eigene Sendung. 2005 begann sie auf CNN Headline News (HLN) außerdem mit einer Primetime-Sendung zu Rechtsthemen; im Juni 2007 beendete sie ihre Court TV-Sendung, für die sie zwei Gracie Awards erhalten hatte.
Zu den Fällen, über die sie berichtet hat, gehört der Tod der zweijährigen Caylee Anthony, deren Mutter Casey Anthony vom Mordvorwurf freigesprochen wurde. Die Art und Weise, wie Nancy Grace diesen und andere Fälle präsentierte, ist Gegenstand von Kritik. Im Entführungsfall Elizabeth A. Smart 2002 erklärte Nancy Grace wiederholt einen Verdächtigen für schuldig, was sich letztlich als falsch erwies. Auch im Fall einer vermeintlichen Vergewaltigung 2006 hatte Nancy Grace voreilig falsche Verdächtigungen unterstützt. Im September 2006 setzte sie in einem Interview eine junge Mutter unter Druck, deren zweijähriger Sohn verschwunden war. Am Tag darauf, vor Ausstrahlung der Sendung, erschoss sich die Verdächtigte.
Plagiatsvorwürfe gab es gegen das von ihr 2005 mitveröffentlichte Buch Objection! – How High-Priced Defense Attorneys, Celebrity Defendants, and a 24/7 Media Have Hijacked Our Criminal Justice System, weil eine Passage ohne Quellenangabe der New York Times entnommen war.
2011 trat sie in Dancing with the Stars auf.
Im Januar 2014 sorgte Nancy Grace für Aufsehen, als sie sich mit der Aussage: «Bekiffte Menschen erschiessen einander, stechen sich ab, erwürgen sich, fahren zugedröhnt rum – sie löschen ganze Familien aus.» gegen die Legalisierung von Cannabis in Colorado aussprach.
In der 2016 erschienenen Comicverfilmung Batman v Superman: Dawn of Justice von Zack Snyder hat sie einen Cameo-Auftritt, in dem sie sich selbst spielt.

## Werke
- Objection! – How High-Priced Defense Attorneys, Celebrity Defendants, and a 24/7 Media Have Hijacked Our Criminal Justice System. New York City: Hyperion, 2005. ISBN 978-1-4013-0180-4.
- The Eleventh Victim. New York City: Hyperion, 2009. ISBN 978-1-4013-0345-7.
- Death on the D-List.  New York City: Hyperion, 2010. ISBN 978-1-4013-2313-4.

## Privat
2007 heiratete sie einen Investmentbanker, den sie in den 1970er Jahren während ihres Studiums kennengelernt hatte. Im Januar
2008 wurde sie Mutter von Zwillingen.